# Hofruine Geisskopf

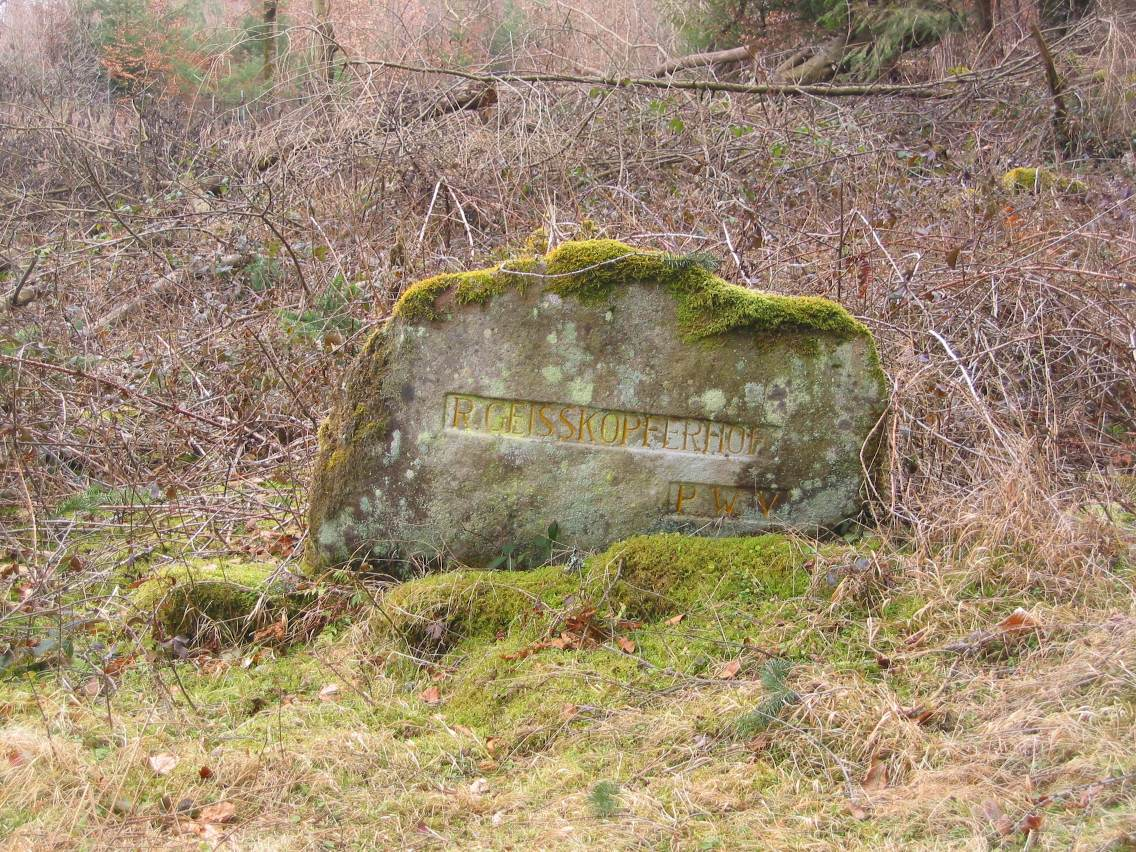
Ritterstein 186 an der Stelle, an der sich die Hofruine Geisskopf befand

Die Hofruine Geisskopf (auch Ruine Geiskopfhof, Geiskopferhof) ist eine untergegangene Waldbauernsiedlung südlich von Iggelbach (Gemeinde Elmstein).

## Geographie

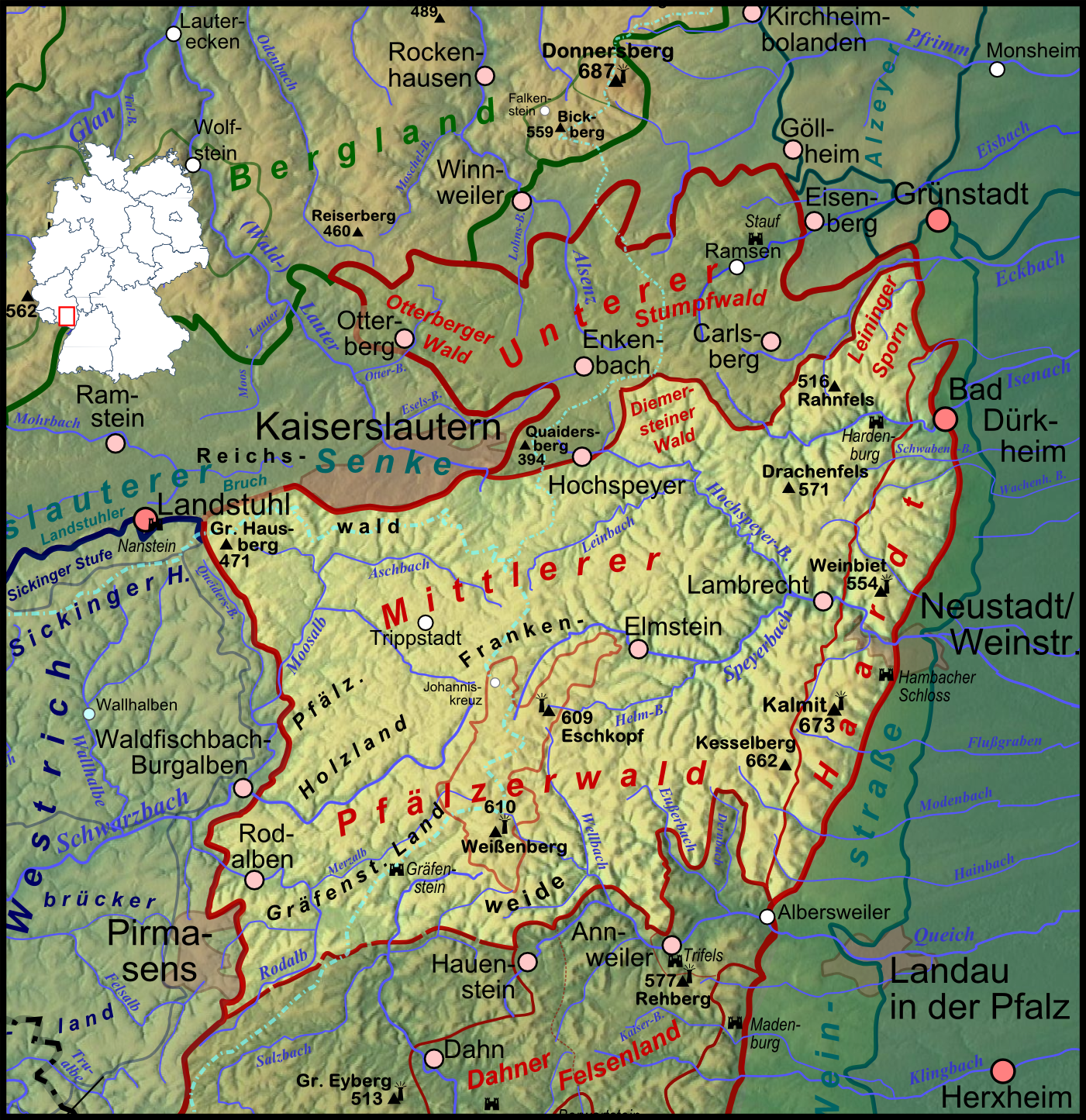
Mittlerer Pfälzerwald

Der  Walddistrikt Geiskopf (467 m) liegt im Mittleren Pfälzerwald, im Biosphärenreservat Pfälzerwald-Vosges du Nord südlich des zur  Gemeinde Elmstein gehörenden Walddorfes Iggelbach, zwischen  dem Hofberg (371 m) im Norden, und dem Erdbirnkopf (506 m) im Süden, unmittelbar an der Grenze des  Landkreises Bad Dürkheim und der kreisfreien Stadt Landau in der Pfalz.
Der Geiskopf ist von drei Bachläufen eingerahmt: im Westen von Teufels- und Geißbach (4,19 km), im Norden vom Helmbach (11,04 km) und im Osten vom Grobsbach (4,35 km).

## Geschichte

### Vorgeschichte
Das Waldgebiet um den Geiskopf gehörte ursprünglich zur Unteren Frankenweide. Um 1300 war es im Besitz der Grafen von Leiningen, ebenso wie die Falkenburg bei Wilgartswiesen, die zum Schutz der Unteren Frankenweide erbaut war. Nach öfterem Wechsel der Lehensverhältnisse war das Gebiet dann jahrhundertelang gemeinsamer Besitz der Grafen von Leiningen und dem Herzog von Zweibrücken. Unmittelbar südlich und südwestlich schloss sich das Gebiet der Haingeraide an.
Dieser gemeinsame Besitz war immer wieder Ursache von Streitigkeiten zwischen den beiden Häusern, die vor allem die Einkünfte aus den wertvollen Eichen- und Buchenbestände in dem Gebiet um den Geiskopf betrafen. Die Überwachung des Waldes erfolgte von Wilgartswiesen aus, dem Sitz der leiningischen Beamten. Durch die weite Entfernung waren diese Kontrollen aber sehr lückenhaft, sodass Diebstähle von Holz und Wild ungestört erfolgen konnten und Hirten aus den Haingereiden ihr Vieh zur Waldweide in das Gebiet brachten. Um dem Waldfrevel Einhalt zu gebieten, beschloss die leiningisch-zweibrückische Herrschaft daher, das Gebiet am Geiskopf in Temporalbestand (= Pacht auf Zeit) zu geben. In der Folge wurde mit Bauwilligen wegen eines dort zu erbauenden Hofs verhandelt.

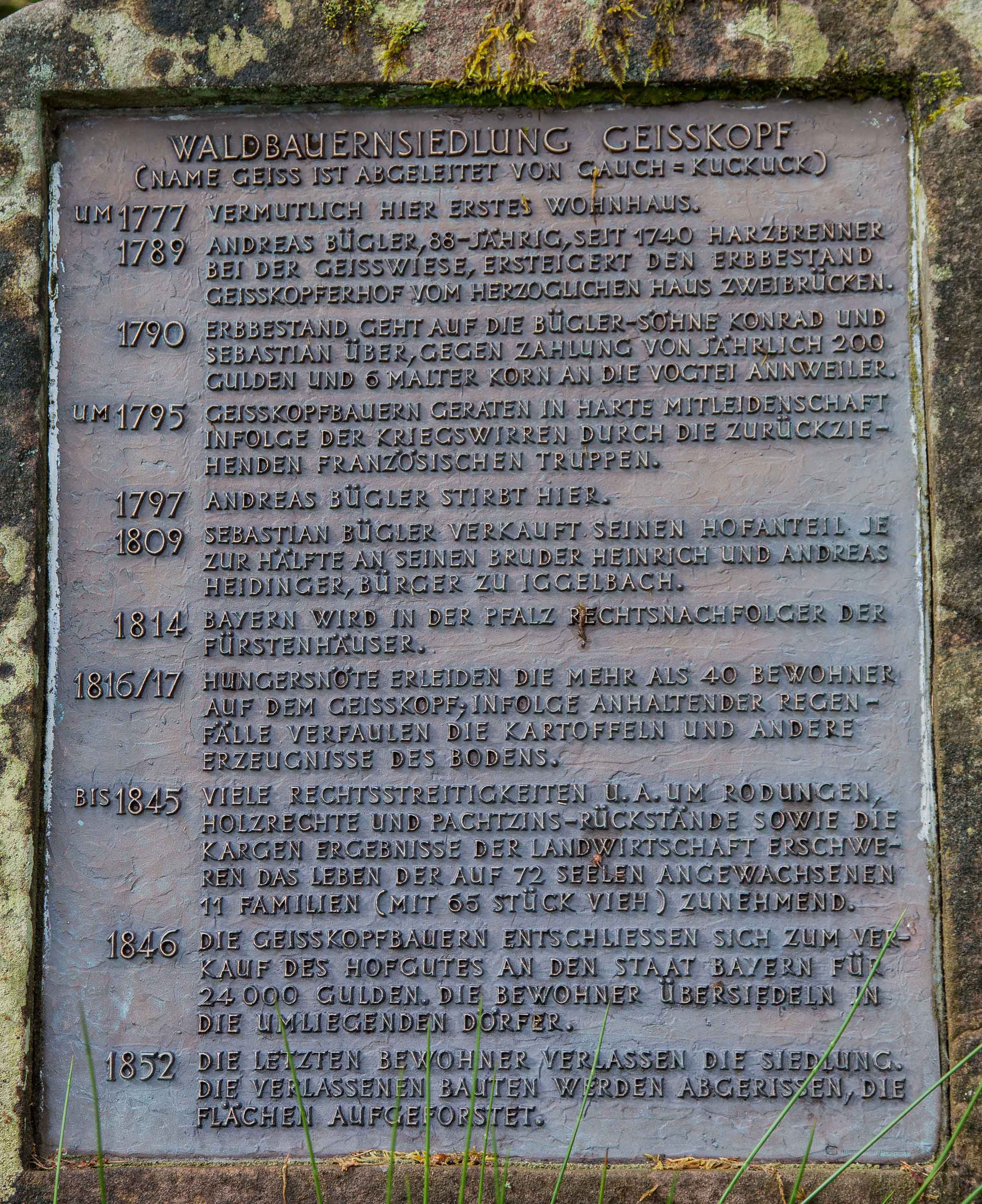
Pf-Wald 1476

### Erste Schritte
Am 15. Juli 1732 bekam Friedrich Zeiß, Gemeinsmann und Müller aus Albersweiler, das Gebiet (ca. 9 Morgen Wiesen und ca. 10–12 Morgen noch zu rodende Ackerflächen auf der Hochfläche, sowie kleinere Wiesenflächen in den unteren Talabschnitten) auf 20 Jahre in Temporalpacht. Da die vorhandenen Acker- und Wiesenflächen für die Ernährung seiner Familie nicht ausreichten, wurde ihm erlaubt, neben Haus und Stallung noch eine Sägmühle zu bauen. Gebaut wurde diese am Fuß des Geiskopfes, im Tal auf der Geiswiese (270 m ü. NN), am Zusammenfluss von Geisbach und Blattbach. Im Laufe der nächsten Jahre ging der Bestand aus unbekannten Gründen an den Oberschultheißen Wendel Metzger aus Albersweiler über. Der Geiskopf selbst blieb weiterhin unbewohnt.
Im Jahre 1744 entschloss sich die gemeinschaftliche Herrschaft, oberhalb des Geiswieserhofes auf der Geiskopfer Hochfläche (390 m ü. NN) einen weiteren Hof anzulegen, der dann in Erbbestand (= Verpachtung auf mindestens 25 Jahre, meistens auf Lebenszeit, mit dem Recht der Weitervererbung auf die leiblichen Nachkommen) gegeben werden sollte. Folgende Punkte wurden vorgegeben:
1. Rund 150 Morgen Wald könnten zu Ackerfläche umgewidmet werden.
2. Dem Beständer musste die Schmalz- und Rauweide im gesamten Walddistrikt Geiskopf eingeräumt werden.
3. Wegen des Mangels an Wiesen auf der Hochfläche müsste der Beständer nach Ablauf des Temporalbestandes auf dem Geiswieserhof auch die Talwiesen erhalten.
4. Dem neuen Hof sollte nach Ablauf des Temporalbestandes auch der Geiswieserhof mit der Sägmühle zugeschlagen werden.
5. Das Bauholz sollte gestellt und die Brennholzbenutzung auf heruntergefallenes und gerodetes Holz beschränkt werden.
6. Die Rodungsflächen und Äcker sollten nunmehr frei von Zehntabgaben sein, die Abgabenfreiheit aller anderen Anlagen im bisherigen Umfang erhalten bleiben.
7. Der Beständer sollte das mit den angrenzenden Haingeraiden (mittelalterliche Genossenschaftswaldungen) und der Kurpfalz gemeinschaftliche Fischereirecht erhalten.
8. Schließlich sei dem Beständer die Jagdausübung zu überlassen, da der Wildbestand auf dem Geiskopf wegen der Nähe weitgehend ausgewilderter Waldungen ohnehin gering sei.

Die im Jahr 1748 durchgeführte Vermessung ergab eine Gesamtfläche des Temporbestandes von insgesamt 517 Morgen, davon waren 9 Morgen Wiesen, 1 Morgen Haus, Hof und Gartenfläche sowie 8 Morgen Ackerfläche.

### Wechselnde Pächter
1752 ging der Sägmühlbestand auf der Geiswiese zu Ende. Da aber immer noch kein Bewerber für den ganzen Geiskopf in Sicht war, erklärte sich der bisherige Betreiber der Sägmühle (Wendel Metzger) bereit, die Mühle so lange zu betreiben, bis ein Pächter für den Geiskopf gefunden sei.
Am 29. Mai 1759 stand der ganze Geiskopf in Flammen. Von den Gebäuden auf der Geiswiese blieb nur die Sägmühle vom Feuer verschont. Man vermutete, dass Holzdiebe das Feuer ausgelöst hätten. Aufgrund dieses Ereignisses entschloss sich die gemeinschaftliche Herrschaft Leiningen-Zweibrücken nun endgültig, den Geiskopf in Erbbestand zu geben. Zunächst wurde jedoch am 16. März 1770 der Sägmühlbestand auf der Geiswiese erneut versteigert. Leonhard Bügler, Sohn des etwa seit 1740 auf der Geiswiese ansässigen Andreas Bügler, übernahm die Sägmühle, das nach dem Waldbrand notdürftig instand gesetzte Wohnhaus sowie Äcker und Wiesen. Da mit der inzwischen einsturzgefährdeten und baufällig gewordenen Sägmühle nichts mehr zu verdienen war, wurde ihm 1772 erlaubt, sie zu einer kleinen Scheune umzubauen. Die Kosten in Höhe von 111 Gulden wurden von den herrschaftlichen Besitzern übernommen. Weiterhin wurde Bügler das Harzbrennen auf dem Geiskopf erlaubt.
Ab Februar 1777 gab es zwei neue Bewerber – Michael Matz und Konrad Schäfer, beide aus Rinnthal – für die Geiswiese. Ein Vertrag auf 12 Jahre wurde mit den beiden abgeschlossen. In dieser Zeit wurde wahrscheinlich das erste Wohnhaus auf dem Geiskopf errichtet und mit der Rodung des Waldes begonnen. Vermutlich wohnte einer der Pächter schon auf dem Geiskopf. Nach Ende der Pachtzeit 1789 sind beide Bewerber wieder abgewandert.
Am 23. Juni 1789 wurde der Geiskopf zum ersten Mal in Erbbestand gegeben. Da im gleichen Jahr der Temporalbestand an der Geiswiese abgelaufen war, wurde er dem Erbbestand auf dem Geiskopf zugeschlagen. Ersteigerer war der 88-jährige Andreas Bügler, der damit sein lang ersehntes Ziel – Erbpächter auf dem Geiskopf zu sein – erreicht hatte. Nun galt es für seine Söhne und deren Nachkommen, den Hof zu erhalten und womöglich zu erweitern. Bügler hatte im östlich angrenzenden Grobsbachtal schon einige Äcker und Wiesen in einer Talweitung anlegen lassen. Um 1795 entstand dort der Hornesselwieserhof (250 m ü. NN) als Siedlungsplatz, der bis heute in abgeänderter Form als Waldgaststätte „Stilles Tal“ noch Bestand hat. Andreas Bügler starb auf dem Geiskopf am 29. August 1797 im Alter von 96 Jahren.

### Niedergang und Aufgabe
Ebenfalls im Jahr 1789 brach die Französische Revolution aus. Französische Truppen besetzten in den folgenden Jahren die gesamte Pfalz, Adel und Geistlichkeit verloren ihre Besitzungen. Schwere Kämpfe bei Johanniskreuz und am Schänzel zogen auch die Geiskopfbauern in starke Mitleidenschaft. Infolge der Kämpfe hatten die Hofbauern und ihre Leute schwere Belastungen zu ertragen, besonders am 13. Dezember 1795, beim Rückzug der Franzosen unter General Michel Reneauld. Nach dem Ersten Pariser Frieden von 1814 kam die Pfalz zu Bayern, die ehemals herrschaftlichen Wälder wurden Staatsforst. Die Waldbauernhöfe Geiskopf und Geiswiese verblieben den jeweiligen Besitzern.
Bedingt durch Missernten in den Jahren 1816 und 1817 folgte eine große Hungersnot. Auf dem Geiskopf lebten inzwischen über 40 Menschen, denen der Hunger schwer zugesetzt hatte und für deren Ernährung das vorhandene Ackerland nicht ausreichte. Daher verlangten sie von der pfälzischen Regierung in Speyer die Erfüllung der im Erbpachtvertrag verbrieften Rechte auf die Zuweisung von 180 bis 200 Morgen Land. Langjährige Prozesse folgten, die in einem Vergleich teilweise beendet wurden.
Gegen den vom Staat beabsichtigten Ankauf aller Güter streubten sich die Hofbauern lange Zeit. Doch unter dem Druck der immer schlechteren wirtschaftlichen Verhältnisse kam es dann am 20. November 1845 zu dem Verkauf. Im Laufe des folgenden Jahres sind die meisten Geiskopfbewohner (inzwischen über 70 Personen) in die umliegenden Dörfer wie Elmstein, Appenthal, Iggelbach, Hofstätten, Rinnthal, Dernbach und Eußerthal verzogen. Die letzten Bewohner des Hofes folgten 1852. Durch die Forstbehörden wurden die Gebäude abgerissen und die gesamte Fläche wurde aufgeforstet.
In einer 1985 erschienenen Studie zu den ehemaligen Hofwüstungen im Pfälzerwald konnten Christoph Jentsch, Klaus Hünerfauth und Dieter Kreye erstmals detaillierte Ergebnisse auch über den Geiskopferhof vorlegen. Nach dem Urkataster von 1838 umfasste der damalige Erbbestand Geiskopferhof eine Fläche von 58,19 Tagewerk, die Fläche des Geiswieserhofes betrug 3,55 Tagewerk. Weiterhin wurden in Rekonstruktionsversuchen die Lage der Einzelgebäude sowie ein Lageplan des Geiskopferhofes erstellt.

## Verkehr
Die Zufahrt zum ehemaligen Geiskopferhof erfolgt über die B 39 (Speyer – Kaiserslautern) bei Frankeneck auf die Landesstraße 499 (Frankeneck – Johanniskreuz) bei Helmbach auf die K 51 (Helmbach – Helmbachweiher) ab Helmbachweiher auf die K 18 (Helmbachweiher – Waldgaststätte Stilles Tal) bei Waldgaststätte Hornesselswiese, weiter auf befestigter Forststraße bis zum Parkplatz Geiswiese.